# 타밀라 타셰바
타밀라 라빌리우나 타셰바(우크라이나어: Таміла Равілівна Ташева; 크림 타타르어: Tamila Taşeva; 1985년 8월 1일 출생)는 2024년 11월 25일부터 베르호프나 라다 의원으로 재직 중인 우크라이나의 활동가이자 정치인이다.
그녀는 또한 2022년부터 2024년까지 크림 자치 공화국 주재 우크라이나 대통령 상임대표를 역임했다.

## 생애
그녀는 1985년 8월 1일 소련 우즈베크 소비에트 사회주의 공화국 사마르칸트에서 추방당한 크림 타타르인 가족에게서 태어났다. 1991년, 그녀는 다른 대부분의 크림 타타르인들처럼 가족과 함께 크림반도로 돌아와 심페로폴에 정착했다. 그녀는 타브리다 국립 베르나츠키 대학교 동양어학부를 졸업했다.
그녀는 오렌지 혁명에 참여하여 크림반도에서 집회를 조직했다. 그녀는 나중에 크림반도에서 지역 이니셔티브 NGO 지부 재단을 이끌었다.
2006년, 그녀는 인민 대리인 레샤 오로베츠의 보좌관이 되었다. 그녀는 빅토르 유셴코의 우리 우크라이나 당의 분석가로 일했다. 2010년, 그녀는 나시 포르마트 출판사에서 관리직을 맡았다. 나중에 TIK 밴드의 홍보 담당 매니저가 되었다.

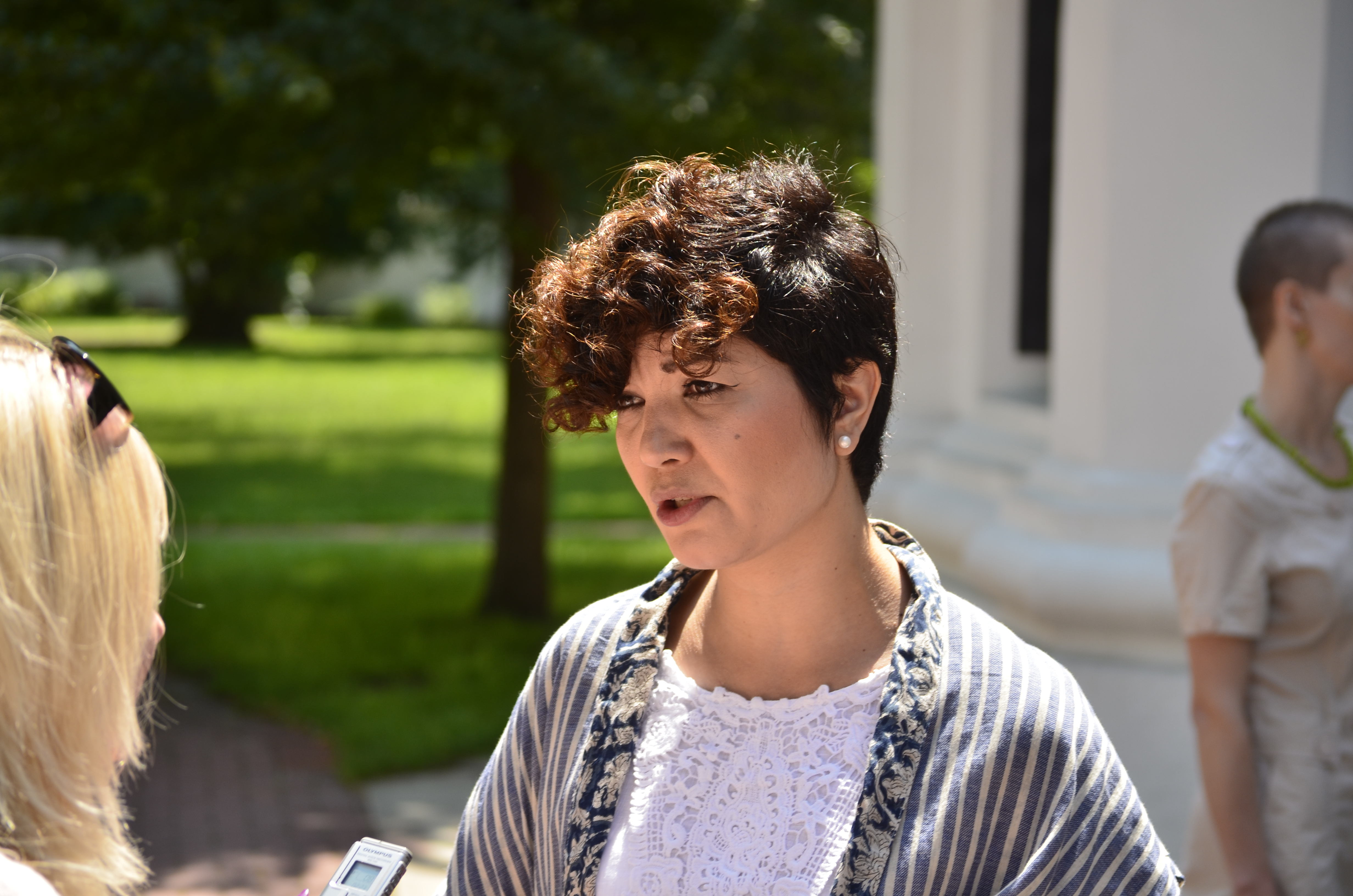
2015년 언론 회견 중, 우크라이나 크림반도 유물 대회.

2013년 12월, 타셰바는 존엄의 혁명과 빅토르 야누코비치 정권에 대한 시위에 참여했다. 2014년 겨울, 타셰바는 다른 여러 활동가들과 함께 러시아의 크림반도 합병으로 이어지는 사건을 다루는 페이스북 페이지 CrimeaSOS를 만들었다. 3월 초, 활동가들은 국내 평화로운 지역의 망명 신청자들을 위한 핫라인을 개설했다. 곧 CrimeaSOS는 광범위한 자원봉사 네트워크로 성장하여 대테러 작전 지대 주민들에게 지원을 제공하기 시작했다. 결국 CrimeaSOS는 완전한 공공 단체가 되었다.
러시아의 크림반도 합병 이후, 타셰바는 크림 타타르인의 실종, 학대 및 인권 침해에 대한 사실을 수집했다.
2019년 총선에서 타셰바는 목소리의 후보로 우크라이나 인민 대리인에 출마했다.
2019년 10월 25일, 볼로디미르 젤렌스키 대통령은 타셰바를 크림반도의 부대표로 임명했다. 2022년 4월 25일 타셰바는 안톤 코리네비치를 대신하여 크림 자치 공화국 주재 우크라이나 대통령 상임대표로 승진했다.
러시아의 우크라이나 침공 이후, 그녀는 크림반도에 남아있는 우크라이나인과 크림 타타르인의 운명을 추적하는 데 활발히 활동했다.

## 수상
- 2016년 그녀는 "우크라이나 독립 25주년" 메달을 받았다. 이 메달은 그녀가 "크림 SOS" (Крим SOS) 조직의 이사회 의장으로서 받은 것이다.[4]
- 2019년 2월 20일, 그녀는 존엄의 혁명 기간 동안 보여준 시민적 용기, 민주주의의 헌법적 원칙, 인권 및 자유에 대한 헌신적 방어, 그리고 유익한 공공 및 자원봉사 활동에 대해 올가 공주 훈장을 수여받았다.[3][10]
- 2019년 10월 25일, 타밀라 타셰바는 "인물" 부문에서 폴란드의 세르지오 비에이라 디 멜로 상을 수상했다. 이 상은 사회, 종교, 문화 간의 평화로운 공존과 협력을 목표로 하는 활동을 펼친 개인 및 비정부 조직이라는 두 가지 동등한 범주에서 매년 수여된다.[11][12][13]